# Ingrid Hermentin
Ingrid Hermentin (* 26. September 1951 in Löwenstein) ist eine deutsche Künstlerin und Pionierin der seriellen Computergrafik.

## Leben
Von 1969 bis 1979 absolvierte Hermentin eine Ausbildung im medizinischen Bereich und arbeitete an verschiedenen Kliniken im Raum Stuttgart. 1980 verbrachte sie einen mehrmonatigen Aufenthalt in Kanada und den USA. Hermentin lebt und arbeitet seit 1981 in Marburg. Ab 1983 ist sie künstlerisch tätig mit mehreren Studienaufenthalten in Italien. Ab 1990 liegt ihr Schwerpunkt in der Computergrafik. Seitdem hatte sie zahlreiche Ausstellungen im In- und Ausland.

## Künstlerisches Konzept
In der Verknüpfung von Mensch, Computer und Kunst sieht Hermentin ihre Arbeiten als „ästhetische Reflexe auf die ‚Wirklichkeit‘ einer medial angelegten Welt. Die medial durchlebte Erfahrung wird zum (erkenntnistheoretischen und praktischen) Motor. Das‚(Da)Sein‘ oder ein Moment der durchlebten ‚Realität‘ äußert sich als synthetisches Bild und wird distanziert ausgedrückt“.
Die Ambivalenz der technisierten Gegenwart aufzuzeigen, und Zeichenphänomenen, die in Information umgesetzt und abgespeichert werden, Gestalt zu verleihen, fordert nach Hermentin geradezu die Benutzung eines Distanzinstruments: des Computers. „Die Verlängerung des Gedankens über die elektronische Distanz ist als spontane und reflektierte Gestaltung zu lesen. Entscheidend ist jedoch die Darstellung von Umgestaltung und Endlosigkeit, die durch die Serie vorstellbar wird. ... Das Verlangen nach messbarem, doch nicht nachmessbarem Raum wird zum Zeichen. Der Widerstand des Materials wird nicht durch Kraft und Zerstörung, sondern durch Berechnung gebrochen“.
„Die Überschneidungen von Denkmustern in Kunst, Philosophie und Wissenschaft lassen in Resonanz mit Gedächtnis, Wissen und Erfahrung unterschiedliche Erscheinungsformen entstehen“.
Seit 1994 widmet sich Hermentin in ihren künstlerischen Projekten vor allem naturwissenschaftlichen Themen und entwickelte daraus eine dezidierte Wissenschaftsästhetik – mit Arbeiten zum Humangenomprojekt und zur Stammzellforschung und – in Kooperation mit Genetikern und Biologen – zur menschlichen Identität und zur synthetischen Biologie.

## Technische Entwicklung
Während Hermentin mit ihren „Digitalen Collagen“ (1991–1994) im Tintenstrahl-Druckformat bis DIN A3 den Grundstein ihrer druckgrafischen Arbeiten legte, entwickelte sie 1993–1994 ein serielles Tintenstrahldruckverfahren zur Herstellung großer Bildformate auf der Basis des DIN-A3-Drucks. Parallel nutzte sie den sich etablierenden digitalen Großformatdruck für serielle Arbeiten im Format DIN A1 (ab 1992) bzw. DIN A0 (ab 1994) und entwickelte für ihre „Synthetischen Bilder“ ein lasierendes Druckverfahren zur brillanten Farbgebung – ab 1998 unter Verwendung eines Großformat-Tintenstrahldruckers mit lichtechten Farben.

## Preise und Auszeichnungen
- 1992  Kunstpreis der Frankfurter Neuen Presse
- 1992  Auszeichnung beim Prisma-Preis-Wettbewerb der Hamburgischen Kulturstiftung
- 1996  Preis der 11. Deutschen Internationalen Grafik Triennale Frechen
- 2000  Auszeichnung beim Gabriele Münter Preis-Wettbewerb, Frauenmuseum (Bonn)
- 2001  „digital new art award“: 1. Preis des internationalen Kunstwettbewerbs “the human machine project” Dominikaner Kloster / DigitalART, Frankfurt

## Projekte (Auswahl)
- Digitale Collagen – Gedächtnis ohne Erinnerung (1991–1994)
- Medien-Anatomie (1993–1994)
- Synthetische Bilder – Information auf Distanz (1994–1998)
- Digitale Frauen [re-konvertiert] (1997–2000)
- Transkriptionen – Silicon-Gene 2 (Menschenkörper) (2001–2006)
- Transkriptionen_dechiffriert (2006–2008) – in Kooperation mit Genetikern der Eurofins Medigenomix GmbH, Martinsried und des Helmholtz-Zentrums für Infektionsforschung, Braunschweig
- Transkriptionen_Malus domestica (2010–2011) – in Kooperation mit Biologen der Johannes Gutenberg-Universität Mainz
- Transkriptionen_TATA-Box (2012–2013) – in Kooperation mit Biologen des LOEWE-Zentrums für Synthetische Mikrobiologie (SYNMIKRO) der Philipps-Universität Marburg
- Transkriptionen_BioBricks (2014) – in Kooperation mit Biologen des LOEWE-Zentrums für Synthetische Mikrobiologie (SYNMIKRO) der Philipps-Universität Marburg

## Einzelausstellungen (Auswahl)
- 1994 Information auf Distanz – Forum Leverkusen
- 1995 Digitale Collagen – HP, Barcelona
- 1996 Information auf Distanz – Marburger Kunstverein
- 1998 Synthetische Bilder – Information auf Distanz – Kunstforum Gummersbach
- 2000 Digitale Frauen [re-konvertiert] – Hanauer Kulturverein
- 2002 Transkriptionen – DigitalART, Frankfurt
- 2003 Codes – Galerie LOG, Marburg
- 2004/2005 Codes und Transkriptionen – Kunstverein Rüsselsheim / TIGZ – Galerie bij de Boeken, Ulft / NL – Wetzlarer Kunstverein
- 2007 Transkriptionen_dechiffriert – Galerie auf Zeit, Braunschweig
- 2011 Transkriptionen_Malus domestica – Galerie im Rathaus, Mainz
- 2012 Transkriptionen_dechiffriert – GEDOK Stuttgart
- 2013 Transkriptionen_TATA-Box – Lutherische Pfarrkirche Marburg
- 2015 Transkriptionen – Synthetische Bilder – Alte Brüderkirche Kassel

## Gruppenausstellungen (Auswahl)
- 1993 Art & Fair, Mediale, Deichtorhallen, Hamburg
- 1993 Kulturaustausch Hamburg-Prag, Galerie ULUV, Prag
- 1993 Fünf aus Marburg (Marielies Hess-Stiftung), Hessischer Rundfunk, Frankfurt
- 1994 Beitrag zur ersten CD-ROM der World Media Interactive
- 1995 Kunstwettbewerb „Mainzer Kunstpreis Eisenturm“, Kunstverein Eisenturm, Mainz
- Imaginäre Galerie – Zeitgenössische Künstlerinnen in Mittelhessen 1996, ISBN 3-929425-15-7
- 1996 / 1999 Deutsche Internationale Grafik Triennale, Frechen
- 1997 Begegnungsraum Schloss – Zeitgenössische Künstlerinnen sehen alte Räume neu, Schlitz (Hessen)
- 1998 / 2002 Computerkunst / Computer Art, Gladbeck / Stadtmuseum Bergkamen
- 1999–2001 Große Kunstausstellung NRW Düsseldorf, Messehallen
- 2000 Cynetart, Kunsthaus, Dresden
- 2000/01 Gabriele Münter Preis, Frauenmuseum, Bonn und Ausstellungshalle, Leipzig
- 2001/02 The human machine project, Dominikaner Kloster / DigitalART, Frankfurt
- 2003 Lucas Cranach Stiftung / Cranach-Höfe, Wittenberg
- 2005/06 Kunstforum Gummersbach, Gummersbach
- 2006/07, 2011 Große Kunstausstellung NRW Düsseldorf, Museum Kunst Palast, Ehrenhof
- 2010 Computerkunst / Computer Art, Gladbeck (im Rahmen der RUHR. 2010), Stadtmuseum Bergkamen
- 2012 Kunst in Marburg 2012, Marburger Kunstverein
- 2013 EUREGIO kreativ 2013, Schönecken/Eifel, Kunstkabinett
- 2014 art@science – Drei Positionen der Wissenschaftsästhetik, Marburger Kunstverein, mit Katalog (hrsg. von Harald Kimpel, Kurator der Ausstellung)